# Big Dumb Face
I Big Dumb Face erano un gruppo alternative metal statunitense, fondato e guidato dal chitarrista dei Limp Bizkit Wes Borland.
Borland fondò la band nel 1998 e cominciò a lavorarci a tempo pieno nel 2001, dopo aver lasciato per un po' i Bizkit. All'epoca voleva anche mettere in piedi il gruppo progressive metal Eat the Day, ma il progetto fu messo da parte e il chitarrista tornò nei Bizkit nel 2004. Nello stesso anno registrò per i Big Dumb Face una canzone thrash/death metal, "Darkness Becomes", prima disponibile su "WesBorland.net" ed oggi sul sito ufficiale del gruppo.
Wes fondò il gruppo con l'intenzione di usare riff di chitarra che ai Bizkit non piacevano, ma anche ispirati ai Ween. Il chitarrista lavorò con i Big Dumb Face a Duke Lion Fights the Terror!!, alla fine del 2000, e la band pubblicò l'album nel 2001, sostenuto anche da un tour.

## Stile ed influenze
Il loro stile era umoristico, ma anche eterogeneo. Le canzoni spaziavano da death metal e thrash metal (Burglaveist, Blood red Head on Fire) alla new wave (It's Right in Here, Kali is the Sweethog) e al country (Duke Lion). Lo stesso album Duke Lion Fights the Terror!! aveva molte idée musicali per ogni canzone, ed erano usate tastiere, drum machine, batterie dal vivo, chitarre, bassi e perfino ritmiche trip hop.
Nonostante tutto ciò, i critici non hanno apprezzato il disco e lo hanno generalmente definito come un disco ambizioso che però non arriva molto lontano.
Si ispiravano a Frank Zappa e Ween, e i testi erano a contenuto ironico-demenziale. Tra i singoli sono citati Kali is the Sweethog, Blood Red Head on Fire e Rebel, quest'ultima anche nella Alternative Songs.

## Formazione
- Wes Borland (The Tongue Of Colicab) - voce e chitarra
- Scott Borland (The Cardboard Urinal) - chitarra
- Kyle Weeks (The Three Headed Demetrian Pup) - voce
- Chris Gibbs (Moivet O'sphelvey) - basso
- Greg Isabelle (Joe Couch) - batteria

## Discografia
| Album | Anno di uscita |
| --- | -------------- |
| Duke Lion Fights the Terror!! 1. "Burgalveist" - 2:47 2. "Duke Lion" - 2:00 3. "Kali Is The Sweethog" - 2:45 4. "Blood Red Head On Fire" - 3:42 5. "Space Adventure" - 2:40 6. "Fightin' Stance" - 2:32 7. "Organ Splitter" - 2:10 8. "Mighty Penis Laser" - 5:31 9. "Robot" - 1:03 10. "Rebel" - 3:26 11. "Voices In The Wall" - 2:58 12. "It's Right In Here" - 19:43 | 6 marzo 2001   |
| Big Dumb Metal EP 1. "Burgalveist" 2. "Blood Red Head On Fire" 3. "Fightin' Stance" 4. "Organ Splitter" 5. "Robot" | March 6, 2001  |
| Demo 1. "Space Adventure" 2. "Robot" 3. "Mighty Penis Laser" 4. "Fightin' Stance" 5. "Rebel" 6. "Naughty Boy" 7. "Munchkin War Song" 8. "Ride the Snake" 9. "Boatpincher" 10. "Greasejob 3.4" 11. "Count Her Fit" 12. "Asshole" 13. "Summer Gold" | 1998           |